# Módulo lunar Eagle
El módulo lunar Eagle (LM-5) es el vehículo espacial que sirvió como módulo de aterrizaje lunar tripulado del Apolo 11, primera misión que que llevó seres humanos a la superficie lunar. Se dirigió desde la Tierra a la órbita lunar en el módulo de mando Columbia, y luego fue llevado a la Luna el 20 de julio de 1969 por el astronauta Neil Armstrong con la asistencia de navegación de Buzz Aldrin. El aterrizaje del Eagle creó la Base Tranquilidad, bautizada por Armstrong y Aldrin y anunciada por primera vez tras el aterrizaje del módulo.
Su nombre se debe al águila calva americana, que ocupaba un lugar destacado en la insignia de la misión, y este dio lugar a la frase «el Águila ha aterrizado» (the Eagle has landed), palabras que pronunció Armstrong al alunizar. La frase se utilizó como título de un libro superventas de 1975, ambientado durante la Segunda Guerra Mundial, y de la adaptación cinematográfica de 1976.

## Misión
El 16 de julio de 1969 fue lanzado en el módulo de mando Columbia, impulsado por un cohete Saturn V desde el Complejo de Lanzamiento 39A, y entró en la órbita terrestre 12 minutos después.
Entró en la órbita lunar el 19 de julio de 1969. El 20 de julio, Neil Armstrong y Buzz Aldrin entraron en el módulo lunar y lo separaron del módulo de mando Columbia.
Alunizó a las 20:17:40 UTC del 20 de julio de 1969, con 98 kilogramos de combustible restante.
Después de las operaciones en la superficie lunar, Armstrong y Aldrin regresaron al módulo lunar Eagle el 21 de julio de 1969.
A las 17:54:00 UTC, despegaron en la etapa de ascenso del Eagle para reunirse con Michael Collins a bordo del Columbia en la órbita lunar.
Después de que la tripulación volvió a bordo del Columbia, el Eagle fue abandonado en la órbita lunar. Aunque se desconoce su destino final, algunos cálculos del físico James Meador publicados en 2021 mostraron que, en teoría, todavía podría estar en la órbita lunar.